# Javier Milei
Javier Gerardo Milei (/miˈleɪ/ mee-LAY, pronunție spaniolă: [xaˈβjeɾ xeˈɾaɾ.ðo miˈlej]; n. 22 octombrie 1970, Buenos Aires, Argentina) este un politician, economist și autor argentinian care este președintele Argentinei. Înainte de ascensiunea sa în politică, Milei a fost cunoscut ca economist, ca autor de cărți de economie și politică și pentru filosofia sa politică distinctă.

## Biografie

### Viața timpurie și cariera
Milei s-a născut la Palermo, Buenos Aires, la 22 octombrie 1970. Mama sa Alicia era casnică în timp ce tatăl său Norberto era șofer de autobuz. Familia lui este de origine italiană. Milei a crescut în cartierul Villa Devoto și a urmat școli catolice și universități private. A urmat liceul Cardenal Copello, iar mai târziu s-a mutat la Sáenz Peña, Buenos Aires. La școală, a fost supranumit El Loco („Nebunul”) datorită izbucnirilor sale și retoricii agresive care l-au făcut mai târziu celebru.  La sfârșitul adolescenței și la vârsta adultă, el a fost portar pentru Chacarita Juniors până în 1989. 
Milei a spus că a decis să renunțe la fotbal și să se angajeze pe deplin într-o carieră în economie la vârsta de 18 ani, în timpul hiperinflației din 1989, spre sfârșitul guvernului lui Raúl Alfonsín. El studia economia introductivă și legea cererii și ofertei: când prețurile cresc, cererea scade. El a crezut că o astfel de lege părea să fie în contradicție cu criza în curs de desfășurare, deoarece a văzut oameni încercând cu disperare să apuce mărfuri în supermarketuri în timp ce prețurile creșteau și a considerat că trebuie să studieze mai detaliat economia pentru a înțelege. Despre copilărie, a spus că părinții l-au bătut și l-au abuzat verbal, ceea ce l-a făcut să nu le mai vorbească timp de un deceniu; a fost întreținut de sora sa mai mică Karina și de bunica sa maternă. A cântat în trupa de cover-uri Everest, care a cântat în mare parte cover-urile lui Rolling Stones. 

### Educație și carieră academică
Milei a obținut o diplomă în economie de la Universitatea privată din Belgrano (licență) și a primit două diplome de master de la Instituto de Desarrollo Económico y Social și de la Universitatea privată Torcuato di Tella. 
Timp de peste douăzeci și unu de ani, Milei a fost profesor de macroeconomie, economia creșterii, microeconomie și matematică pentru economiști. Este specialist în creștere economică și a predat mai multe discipline economice în universitățile argentiniene și în străinătate. A scris peste cincizeci de lucrări academice.